# Natalia Rusakova
Natalia Rusakova (San Petersburgo, Rusia, 12 de diciembre de 1979) es una atleta rusa, especialista en la prueba de 4 x 100 m en la que llegó a ser campeona europea en 2006.

## Carrera deportiva
En el Campeonato Europeo de Atletismo de 2006 ganó la medalla de oro en los relevos 4 x 100 metros, con un tiempo de 42.71 segundos, llegando a meta por delante de Reino Unido y Bielorrusia (bronce).
Posteriormente, en el Campeonato Europeo de Atletismo de 2014 ganó la medalla de bronce en la misma prueba, con un tiempo de 43.22 segundos, llegando a meta tras Reino Unido y Francia (plata), siendo sus compañeras de equipo: Marina Panteleyeva, Kristina Sivkova y Yelizaveta Savlinis.